# 锯唇盘肠蚤
锯唇盘肠蚤（学名：Chydorus barroisi）为盘肠蚤科盘肠蚤属的动物。分布于欧洲、拉丁美洲、非洲、大洋洲以及中国大陆的广东、广西、浙江、安徽、湖北、吉林、云南、陕西、新疆等地，多栖息于湖泊沿岸区、水塘、水潭以及水稻田中。